# Whitewood (Saskatchewan)
Whitewood es un pueblo canadiense situado en la provincia de Saskatchewan.

## Superficie
Whitewood tiene una superficie de 3,93 km².

## Demografía
En 2021, tenía 944 habitantes, una densidad poblacional de 240,5 hab./km², y 479 viviendas.